# Gaspar Tato Cumming
Gaspar Tato Cumming (Alicante, 1906-Madrid, 2002) fue un escritor y periodista español. 

## Biografía
Era químico de formación. Tuvo cierto eco a partir de la guerra civil española con la publicación de varias obras de carácter propagandístico sobre Japón, entonces aliado de la Alemania nazi. Fue, asimismo, uno de los principales propagandistas españoles sobre Manchukuo. Tras la Segunda Guerra Mundial destacó en el ámbito radiofónico. En la década de 1950 fue junto a Vicente Marco uno de los creadores del programa Carrusel deportivo. En 1956 recibió un Premio Ondas por su «labor cultural» en Radio Dersa de Tetuán. Falleció en Madrid el 18 de agosto de 2002, a los 96 años de edad.

## Obras
- China, Japón y el conflicto chino-japonés (1939)
- El Imperio del Manchukuo (1941)
- Tokio, un español entre Geishas (1945)
- Safari, un español entre turistas (1971)